# سياسة جوكوي
سياسة جوكوي هي السياسة الخارجية لإندونيسيا التي وضعها جوكو ويدودو الرئيس الأندونيسي. وأعلن هذا المبدأ في خطابه في قمة شرق آسيا في نايبيداو بميانمار، في 13 نوفمبر 2014، حيث أعلن الرغبة في أن تغدو أندونسيا مركزا بحريا للعالم.